# Agriocnemis dobsoni
Agriocnemis dobsoni là một loài chuồn chuồn kim trong họ Coenagrionidae.
Loài này được xếp vào nhóm loài thiếu dữ liệu trong sách Đỏ của IUCN năm 2007.
Agriocnemis dobsoni được Fraser miêu tả khoa học năm 1954.